# Louis Finet (cavalier)
Pour les articles homonymes, voir Finet.
Louis Casimir Finet, né le 5 mars 1894, est un cavalier belge de voltige.

## Carrière
Louis Finet participe aux Jeux olympiques d'été de 1920 à Anvers : il remporte une médaille d'or en voltige par équipe et une médaille de bronze en voltige individuelle.